# Barlahida
Barlahida község Zala vármegyében, a Lenti járásban. 

## Fekvése
A Zalai-dombság területén, a Göcsej domboldalain fekszik. Szeres település, egy domb tetejére épült. Közigazgatási területén áthalad a 7401-es út, amelyen északról Zalaegerszeg és Nagylengyel, délről pedig Nova felől közelíthető meg; lakott területe tekintetében azonban zsákfalu, oda csak az említett útból leágazó, bő egy kilométer hosszú 74 123-as számú mellékút vezet. Lentivel és Zalaegerszeggel autóbuszjáratok kötik össze.

## Története
Barlahida első fennmaradt írásos említése 1394-ből való. A 15. század során sokszor cserélt gazdát, illetve sokat vitázott a környező településekkel. Számottevő fejlődést ebben az időszakban nem tudott elérni. A könnyen megközelíthető települést a 16. században többször is megtámadták a törökök, s 1600-ra teljesen elpusztult.
Az 1750-es években szlovének települtek le Barlahidán, akik a 19. század közepére átvették a magyar szokásokat és a magyar nyelvet. 
Az 1950-es években sokan elvándoroltak az addig elzárt településről, s Barlahida lakóinak száma a harmadára esett vissza. A település továbbra is hátrányos helyzetű, de a falusi turizmus itt is egyre jelentősebb szerepet játszik.

## Közélete

### Polgármesterei
- 1990–1994: Ekler Károly (független)[3]
- 1994–1998: Bölecz Sándor (független)[4]
- 1998–2002: Bölecz Sándor (független)[5]
- 2002–2006: Bölecz Sándor (független)[6]
- 2006–2010: Bölecz Sándor (független)[7]
- 2010–2014: Hári Barnabás (független)[8]
- 2014–2019: Hári Barnabás (független)[9]
- 2019–2024: Hári Barnabás (független)[10]
- 2024– : Hári Barnabás (független)[1]

## Népesség
A település népességének változása:
| Lakosok száma | 120  | 112  | 109  | 98   | 109  | 116  | 119  |
|               | 2013 | 2014 | 2015 | 2021 | 2022 | 2023 | 2024 |

A 2011-es népszámlálás idején a nemzetiségi megoszlás a következő volt: magyar 95,1%, német 4,06%. A lakosok 46,77-a% római katolikusnak, 28,32% evangélikusnak, 12,1% reformátusnak, 3,2% felekezeten kívülinek vallotta magát (8,9% nem nyilatkozott).
2022-ben a lakosság 78,9%-a vallotta magát magyarnak, 4,6% németnek, 4,6% cigánynak, 3,7% egyéb, nem hazai nemzetiségűnek (18,3% nem nyilatkozott; a kettős identitások miatt a végösszeg nagyobb lehet 100%-nál). Vallásuk szerint 26,6% volt római katolikus, 22% evangélikus, 10,1% református, 0,9% egyéb katolikus, 4,6% felekezeten kívüli (35,8% nem válaszolt).

## Nevezetességei
- evangélikus templom
- harangláb
- tavak
- hivatal
- emlékművek